# وزارت بهداشت، کار و رفاه
وزارت بهداشت، کار و رفاه (انگلیسی: Ministry of Health, Labour and Welfare) یک وزارتخانه در کابینهٔ هیئت دولت ژاپن است.
از جمله کارهای این وزارت‌خانه، تعیین حداکثر میزان مجاز سموم باقی‌مانده در محصولات کشاورزی و مواد اولیهٔ خوراکی و همچنین نظارت بر داروها، استانداردهای غذایی و افزودنی‌های خوراکی است.
این وزارت‌خانه از ادغام «وزارت بهداشت و رفاه» سابق در «وزارت کار» ایجاد شد.
وزیرِ این وزارت‌خانه یکی از اعضای هیئت دولت ژاپن است و توسط نخست‌وزیر ژاپن و معمولاً از میان یکی از اعضای دایت ملی انتخاب می‌شود.